# Re:Monster
Re:Monster (リ・モンスター Ri Monsutā?) es una serie de novelas ligeras japonesas escritas por Kogitsune Kanekiru e ilustradas por Yamaada. Comenzó a publicarse en línea a través del sitio web de publicación de novelas generado por el usuario Shōsetsuka ni Narō entre mayo de 2011 y 2018. Posteriormente fue adquirido por AlphaPolis, que publicó nueve volúmenes principales, un volumen de historia paralela y un volumen adicional entre agosto de 2012 y agosto de 2017. Una adaptación a manga con arte de Haruyoshi Kobayakawa se ha serializado en línea a través del sitio web de manga de AlphaPolis desde marzo de 2014. Una secuela de la serie de novelas ligeras escrita por Kanekiru e ilustrada por Naji Yanagida, titulada Re:Monster Ankoku Tairiku Hen, comenzó a publicarse en AlphaPolis en julio de 2018. Una adaptación de la serie al anime de Studio Deen se estrenó el 5 de abril de 2024.

## Argumento
Tomokui Kanata es un esper que tras ser asesinado, reencarna como un goblin, la raza más débil, en otro mundo. Gracias a su nueva habilidad que le permite volverse más fuerte cuanto más se alimenta, su estado de debilidad cambia rápidamente y asciende hasta convertirse en el líder de los goblins. Con una mezcla de recuerdos del pasado, un nuevo cuerpo y un estómago fuerte, ¡está dándole un mordisco a este nuevo mundo fantástico!

## Personajes
Gobrou (ゴブ朗 Goburō?)
 Seiyū: Takuya Satō, Emilio Treviño (español latino)
Gobkichi (ゴブ吉 Gobukichi?)
 Seiyū: Kenta Hosoda, Héctor Estrada (español latino)
Gobmi (ゴブ美 Gobumi?)
 Seiyū: Ai Kakuma, Karina Altamirano (español latino)
Gobe (ゴブ江 Gobue?)
 Seiyū: Kana Ueda
Rubellia Walline (ルベリア・ウォールライン?)
 Seiyū: Mai Kanno
Hobsei
 Seiyū: Aya Yamane
Hobsato
 Seiyū: Nichika Ōmori, Montserrat Aguilar (español latino)
Twins
 Seiyū: Hibiku Yamamura
La herrera
 Seiyū: Miyuri Shimabukuro
La alquimista
 Seiyū: Hisako Tōjō, Jennifer Medel (español latino)
Rubilia (ルービリア Rūbiria?)
 Seiyū: Nene Hieda

## Contenido de la obra

### Novela ligera
Escritas por Kinosuke Naito, Re:Monster comenzó a publicarse en línea a través del sitio web de publicación de novelas generado por el usuario Shōsetsuka ni Narō entre mayo de 2011 y 2018. Posteriormente fue adquirido por AlphaPolis, que publicó nueve volúmenes principales, un volumen de historia paralela y un volumen adicional entre agosto de 2012 y agosto de 2017.
Una secuela de la serie de novelas ligeras escrita por Kanekiru e ilustrada por Naji Yanagida, titulada Re:Monster Ankoku Tairiku Hen, comenzó a publicarse en AlphaPolis en julio de 2018. Se han publicado tres volúmenes hasta la fecha.

#### Re:Monster

##### Lista de volúmenes
| Volúmenes de novelas ligeras publicadas | Volúmenes de novelas ligeras publicadas | Volúmenes de novelas ligeras publicadas |
| Número                                  | Fecha de lanzamiento                    | ISBN                                    |
| --------------------------------------- | --------------------------------------- | --------------------------------------- |
| 1                                       | 7 de agosto de 2012                     | ISBN 978-4-434-16934-2                  |
| 2                                       | 13 de diciembre de 2012                 | ISBN 978-4-434-17360-8                  |
| 3                                       | 10 de marzo de 2013                     | ISBN 978-4-434-17713-2                  |
| SS                                      | 13 de julio de 2013                     | ISBN 978-4-434-18077-4                  |
| 4                                       | 9 de diciembre de 2013                  | ISBN 978-4-434-18518-2                  |
| 5                                       | 6 de agosto de 2014                     | ISBN 978-4-434-19508-2                  |
| 6                                       | 7 de marzo de 2015                      | ISBN 978-4-434-20318-3                  |
| 7                                       | 1 de diciembre de 2015                  | ISBN 978-4-434-21313-7                  |
| 8                                       | 7 de agosto de 2016                     | ISBN 978-4-434-22240-5                  |
| 8.5                                     | 1 de marzo de 2017                      | ISBN 978-4-434-23011-0                  |
| 9                                       | 3 de agosto de 2017                     | ISBN 978-4-434-23608-2                  |

#### Re:Monster Ankoku Tairiku Hen

##### Lista de volúmenes
| Volúmenes de novelas ligeras publicadas | Volúmenes de novelas ligeras publicadas | Volúmenes de novelas ligeras publicadas |
| Número                                  | Fecha de lanzamiento                    | ISBN                                    |
| --------------------------------------- | --------------------------------------- | --------------------------------------- |
| 1                                       | 2 de julio de 2018                      | ISBN 978-4-434-24799-6                  |
| 2                                       | 1 de mayo de 2019                       | ISBN 978-4-434-25891-6                  |
| 3                                       | 3 de julio de 2020                      | ISBN 978-4-434-27525-8                  |

### Manga
Una adaptación a manga con arte de Haruyoshi Kobayakawa se ha serializado en línea a través del sitio web de manga AlphaPolis desde marzo de 2014 y se ha recopilado en diez volúmenes tankōbon. El 29 de febrero de 2016, Seven Seas Entertainment obtuvo la licencia del manga en inglés.

#### Lista de volúmenes
| Volúmenes de manga publicados | Volúmenes de manga publicados | Volúmenes de manga publicados |
| Número                        | Fecha de lanzamiento          | ISBN                          |
| ----------------------------- | ----------------------------- | ----------------------------- |
| 1                             | 28 de febrero de 2015         | ISBN 978-4-434-20188-2        |
| 2                             | 31 de diciembre de 2015       | ISBN 978-4-434-21293-2        |
| 3                             | 31 de marzo de 2017           | ISBN 978-4-434-23001-1        |
| 4                             | 28 de febrero de 2018         | ISBN 978-4-434-24185-7        |
| 5                             | 31 de enero de 2019           | ISBN 978-4-434-25447-5        |
| 6                             | 30 de noviembre de 2019       | ISBN 978-4-434-26639-3        |
| 7                             | 31 de octubre de 2020         | ISBN 978-4-434-27630-9        |
| 8                             | 30 de septiembre de 2021      | ISBN 978-4-434-29406-8        |
| 9                             | 30 de septiembre de 2022      | ISBN 978-4-434-30882-6        |
| 10                            | 30 de septiembre de 2023      | ISBN 978-4-434-32663-9        |

### Anime
El 19 de septiembre de 2023 se anunció una adaptación de la serie al anime. La serie está animada por Studio Deen y producida por Genco, dirigida por Takayuki Inagaki, con Hiroshi Yamaguchi a cargo de la composición de la serie, Junichi Takaoka diseñando los personajes y Go Sakabe componiendo la música. Se estrenó el 5 de abril de 2024 en Tokyo MX y otras cadenas. El tema de apertura es «Into the Fire», interpretado por Chansung y AK-69 con Changmin, mientras que el tema de cierre es «Sadame», interpretado por Everdream. Crunchyroll obtuvo la licencia de la serie fuera de Asia. Muse Communication ha obtenido la licencia de la serie en el sur y sudeste de Asia.
El 13 de marzo de 2024, Crunchyroll anunció que la serie había recibido un doblaje en español latino, la cual se estrenó el 1 de abril.